# 瓊脂平板

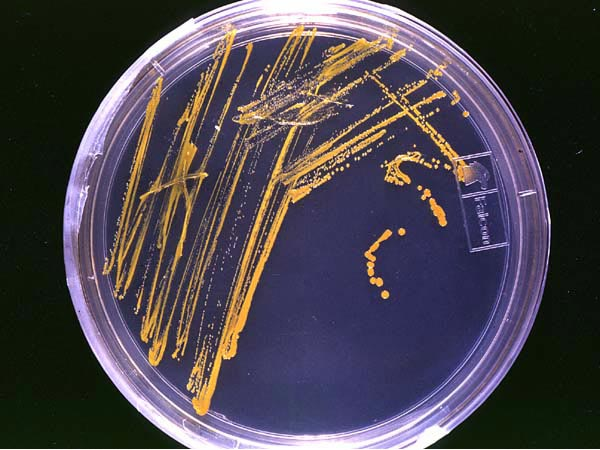
瓊脂平板

瓊脂平板（英語：Agar Plate）是一種把消毒後的培養基加上繁殖微生物所需材料（通常是洋菜及養分）後製成的有蓋培養皿。由於提供了微生物繁殖的有利條件，瓊脂平板能夠用來種出不同的微生物。某些特定協助生長用的物質有時也會用到，例如抗生素等。另外在瓊脂平板上的細菌因為不受干擾，因此這些細菌在醫學或生物學的研究才不會有誤差。

## 外部連結
- How to make Agar Plates （页面存档备份，存于）
- Video of sheep blood agar preparation （页面存档备份，存于）
- Science Buddies – All About Agar （页面存档备份，存于）